# نیروهای مسلح سلطنتی عمان
نیروهای مسلح سلطنتی عمان (انگلیسی: Sultan of Oman's Armed Forces) مجموعه نیروهای نظامی عمان است، که از ارتش سلطنتی عمان، نیروی هوایی پادشاهی عمان، نیروی دریایی پادشاهی عمان و گارد پادشاهی عمان تشکیل می‌شود.